# Colaborările lui William Shakespeare
La fel ca majoritatea dramaturgilor din perioada sa, William Shakespeare nu a scris întotdeauna singur. Multe dintre piesele sale supraviețuitoare sunt lucrări de colaborare sau au fost revizuite de alți autori după compunerea lor inițială, deși numărul exact al acestora este subiect de dezbatere. Unele atribuiri, precum „Doi veri de stirpe aleasă”, beneficiază de documentație contemporană bine atestată; altele, precum „Titus Andronicus”, se bazează pe analize lingvistice realizate de cercetători moderni. Studiile recente, inclusiv analizele computerizate ale stilului textual⁠(d) (utilizarea cuvintelor, tiparele de cuvinte și fraze), sugerează că părți din unele dintre piesele atribuite lui Shakespeare ar fi fost scrise de alți autori.
În anumite cazuri, identitatea colaboratorului este cunoscută; în altele, există un consens academic; însă în unele situații rămâne necunoscută sau este subiect de dispută. Aceste dezbateri fac parte din domeniul studiilor de atribuire shakespeariană. Cele mai multe dintre aceste colaborări au avut loc la începutul și la sfârșitul carierei lui Shakespeare.
Studiile recente de atribuire au oferit dovezi convingătoare că Shakespeare a contribuit cu câteva scene la piese precum „Edward III” și „Arden of Faversham” la începutul anilor 1590. citeturn0search1 La sfârșitul carierei sale, Shakespeare a colaborat frecvent cu dramaturgul John Fletcher, împreună creând piese precum „Henry VIII” și „The Two Noble Kinsmen”. citeturn0search8 De asemenea, se crede că Shakespeare a lucrat alături de Thomas Middleton la „Timon of Athens” și „Macbeth”, unde Middleton ar fi adăugat secvențe muzicale. 
Aceste colaborări reflectă natura colaborativă a teatrului elisabetan, unde piesele erau adesea rezultatul muncii colective a mai multor autori.  Studiile de atribuire continuă să analizeze și să dezbat contribuțiile specifice ale fiecărui dramaturg, oferind o înțelegere mai profundă a procesului creativ din spatele operelor lui Shakespeare.

## Autor elisabetan
Teatrul elisabetan⁠(d) era foarte diferit de cel modern, având asemănări mai mari cu industria cinematografică contemporană. Scenariile erau adesea scrise rapid, piesele mai vechi erau revizuite, iar multe dintre ele erau rezultatul colaborării între autori. Practici editoriale discutabile, cum ar fi publicarea de lucrări sub numele unor autori celebri, complică și mai mult atribuirea pieselor. De exemplu, William Jaggard, care a publicat First Folio, a lansat și „The Passionate Pilgrim” sub numele lui Shakespeare, deși doar cinci dintre cele 20 de poezii sunt considerate autentice.

## Colaborările lui Shakespeare

### Lucrări timpurii
- La fel ca majoritatea dramaturgilor din perioada sa, William Shakespeare nu a scris întotdeauna singur. Multe dintre piesele sale au fost rezultatul colaborării cu alți autori sau au fost revizuite de către aceștia după compunerea inițială. De exemplu, piesa „Edward al III-lea” a fost publicată anonim în 1596 și atribuită lui Shakespeare abia în 1656. Analizele recente sugerează că Shakespeare ar fi contribuit cu aproximativ 40% din text, restul fiind scris de Thomas Kyd. În cazul piesei „Henry VI, Partea I”, se pare că a fost rezultatul colaborării între mai mulți dramaturgi, identitatea unora dintre aceștia rămânând necunoscută. Unii cercetători estimează că Shakespeare ar fi scris mai puțin de 20% din text.  „Titus Andronicus” este considerată o colaborare între Shakespeare și George Peele⁠(d), deși detaliile exacte ale acestei colaborări nu sunt pe deplin clare.  În ceea ce privește „Sir Thomas More⁠(d)”, anumite pagini ale manuscrisului sunt scrise de mână de Shakespeare, indicând o colaborare cu Anthony Munday și alți autori.  De asemenea, în piesa „The Spanish Tragedy” de Thomas Kyd, ediția din 1602 include cinci pasaje noi, adăugate ulterior, dintre care cel mai semnificativ este scena „pictorului”. Studiile recente indică faptul că aceste adăugiri ar fi fost realizate de Shakespeare, pe baza comparațiilor cu stilul său de scris.  Aceste exemple reflectă natura colaborativă a teatrului elisabetan, unde piesele erau adesea rezultatul muncii colective a mai multor autori. Studiile de atribuire continuă să analizeze și să dezbat contribuțiile specifice ale fiecărui dramaturg, oferind o înțelegere mai profundă a procesului creativ din spatele operelor lui Shakespeare.

### Colaborare cu Wilkins
- Piesa „Pericle, Prinț al Tironului” este considerată a fi rezultatul colaborării dintre William Shakespeare și dramaturgul George Wilkins. Majoritatea cercetătorilor susțin că Wilkins ar fi scris primele două acte ale piesei, în timp ce Shakespeare ar fi contribuit cu ultimele trei acte.  Royal Shakespeare Company | RSC  George Wilkins a fost un autor și proprietar de han în Londra, cunoscut și pentru activitățile sale mai puțin legale. În 1608, el a publicat „The Painful Adventures of Pericles, Prince of Tyre”, o lucrare care prezenta o versiune detaliată a poveștii, similară cu cea din piesă.   Wikipedia  Deși „Pericles” nu a fost inclusă în primul folio al lucrărilor lui Shakespeare, piesa apare în edițiile moderne ale operelor sale, reflectând recunoașterea contribuției sale la acest text.

### Colaborări cu Middleton
- Macbeth : Thomas Middleton⁠(d) ar fi adaptat tragedia lui Shakespeare introducând scena 5 a actului 3 – cu Hecate și cele trei vrăjitoare și un cântec care apare și în Vrăjitoarea lui Middleton – și pasajele Hecate din scena 1 a actului 4. [1]
- Măsură pentru măsură : este posibil să fi suferit o revizuire ușoară de către Middleton la un moment dat după compoziția sa originală. Ca și în cazul lui Macbeth, singura sursă este cea a Primului Folio .
- Timon din Atena : poate rezulta din colaborarea dintre Shakespeare și Middleton, care ar putea explica intriga sa incoerentă și tonul neobișnuit de cinic. [2]
- Totul este bine, ceea ce se termină cu bine : cercetarea publicată în 2012 de Emma Smith și Laurie Maguire de la Universitatea Oxford sugerează o colaborare între Shakespeare și Middleton.

### Colaborări cu Fletcher
- Cardenio, o piesă pierdută; rapoartele contemporane spun că Shakespeare a colaborat la el cu John Fletcher . [3]
- Henric al VIII-lea : considerat în general o colaborare între Shakespeare și Fletcher. [4]
- The Two Noble Kinsmen, publicat in quarto în 1634 și atribuit lui John Fletcher și William Shakespeare pe pagina de titlu; [5] fiecare dramaturg pare să fi scris aproximativ jumătate din text. Este exclus din Primul Folio.  [6]

## Vezi de asemenea
- Apocrife de Shakespeare

1. ↑  Shakespeare, William (1990).  Brooke, Nicholas, ed. The Oxford Shakespeare - Macbeth. Oxford University Press. pp. 57–59, 160–161n. ISBN 978-0-19-953583-5.
2. ↑  „Timon of Athens, with Middleton”. bard.org. Arhivat din original la 14 iunie 2006. Accesat în 26 martie 2025.
3. ↑  „Don Quixote portal”. umd.edu. Arhivat din original la 26 octombrie 2005. Accesat în 26 martie 2025.
4. ↑  Plecháč, Petr (2021). „Relative contributions of Shakespeare and Fletcher in Henry VIII: An analysis based on most frequent words and most frequent rhythmic patterns”. Digital Scholarship in the Humanities. 36 (2): 430–438. doi:10.1093/llc/fqaa032.
5. ↑  Potter, Lois (ed.), Fletcher, John and Shakespeare, William The Two Noble Kinsmen The Arden Shakespeare: Third Series, Thomson Learning 1997, ISBN: 1-904271-18-9.
6. ↑  „Two Noble Kinsmen – Qualifying the authorship”. uq.edu.au. Arhivat din original la 22 noiembrie 2008. Accesat în 26 martie 2025.